# 玖珠盆地

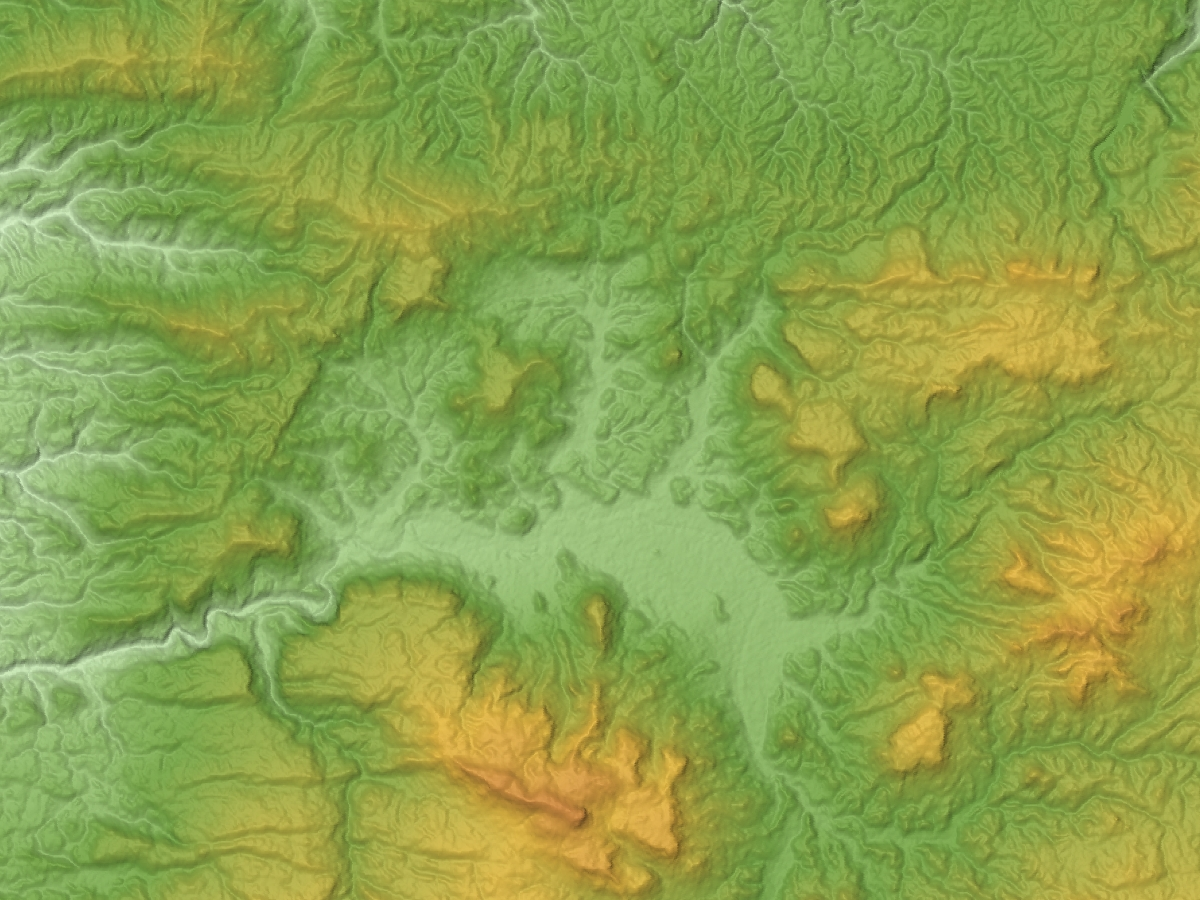
玖珠盆地の地形図

玖珠盆地（くすぼんち）は、大分県玖珠郡玖珠町及び九重町西部の玖珠川沿いにある盆地。

## 概要
大分県中西部に位置する山間盆地で、筑後川の上流にあたる玖珠川が東から西に貫流している。周囲は、南側を万年山、伐株山、北側を青野山、大岩扇山、小岩扇山、鏡山といったメサが取り囲む。さらに山地の外側では、北で耶馬渓、南で九重連山、東で日出生台に接する。標高は約400メートル内外で、寒暖の差が激しく、秋から冬にかけての朝霧が名物となっている。
『豊後国風土記』は、玖珠盆地の地形について次のような伝承を伝えている。
この盆地には、大昔に1本の巨大な楠が生えており、一帯はその日陰となって作物がよく育たなかった。困った村人が大男に楠を切り倒すように頼み、大男が苦労の末に楠を切り倒すと、ようやく日が当たり作物が育つようになった。切り倒した後の楠の切株が伐株山で、楠が倒れた時に跳ね上がった土が積もって山となったのが万年山である。
実際には、盆地の周囲に多数のメサが連なる地形は、更新世中期から後期に噴出した溶岩が侵食されて形成されたものと考えられている。また、成因をカルデラであるとする説もある。